# Justícia per a tothom
Justícia per a tothom (títol original ...And Justice for All) és una pel·lícula dels Estats Units dirigida per Norman Jewison, estrenada el 1979 i doblada al català.

## Argument
Un jutge rigorista és acusat de violació, i té un jove advocat impulsiu, idealista i que odia haver de defensar-lo.
Després d'haver perdut dos dels seus clients, triturats pel sistema judicial, i haver comprovat que només els culpables se'n poden sortir, l'advocat, en l'exposició dels fets, proclama directament la culpabilitat del seu client.

## Repartiment
- Arthur Kirkland: Al Pacino
- Judge Rayford: Jack Warden
- Judge Fleming: John Forsythe
- Avi Sam: Lee Strasberg
- Jay Porter: Jeffrey Tambor
- Gail Packer: Christine Lahti
- Warren Fresnell: Larry Bryggman
- Frank Bowers: Craig T. Nelson
- Jeff McCullaugh: Thomas G. Waites
- Carl Travers: Dominic Chianese
- Prison Doctor: Joe Morton
- Marvin Bates: Keith Andes
- Arnie: Sam Levene

## Premis i nominacions

### Nominacions
- 1980. Oscar al millor actor per Al Pacino
- 1980. Oscar al millor guió original per Valerie Curtin, Barry Levinson
- 1980. Globus d'Or al millor actor dramàtic per Al Pacino